# Sudince
Sudince – wieś (obec) na Słowacji położona w kraju bańskobystrzyckim, w powiecie Krupina. Pierwsze wzmianki o miejscowości pochodzą z roku 1245.
Według danych z dnia 31 grudnia 2012, wieś zamieszkiwało 81 osób, w tym 40 kobiet i 41 mężczyzn.
W 2001 roku pod względem narodowości i przynależności etnicznej miejscowość zamieszkiwali wyłącznie Słowacy.
Ze względu na wyznawaną religię w 2001 roku 73,97% mieszkańców było katolikami rzymskimi, a 26,03% ewangelikami.